# Живых, Иван Максимович
Иван Максимович Живых (10 марта 1918  село Богомоловка, ныне Петропавловский район, Воронежская область РФ— 8 января 2002 хутор Ушаковский, Ростовская область, Российская Федерация) — участник  Великой Отечественной войны, полный кавалер  ордена Славы.

## Биография
Родился 10 марта 1918 на хуторе Богомолове (Воронежская губерния) в крестьянской семье. После получения начального образования, вместе с семьей переехал в  Ростовскую область. Работал трактористом в колхозе.
В 1938 призван в  Красную Армию. Участвовал в освободительных походах на Западную Украину и Бессарабию, а так же в советско-финской войне. В боях  Великой Отечественной войны с июля 1941. Всю войну воевал в составе 133-го кавалерийского полка 30-й кавалерийской дивизии.
5 апреля 1944, вблизи Раздельной (Одесская область), во время разведывательного рейда, вместе с разведгруппой уничтожил 9 солдат противника и взял в плен одного офицера. 28 апреля 1944 награждён орденом Славы 3-й степени.
2 июля 1944 во время боёв возле города Столбцы (Беларусь), под огнём противника, разведал место нахождение артиллерии. 29 августа 1944 награждён  орденом Славы 2-й степени.
21 октября 1944 во время боя возле города Ньиредьхаза (Венгрия) был ранен, однако до окончания боя оставался в строю. В этом бою уничтожил 13 вражеских солдат. 28 апреля 1945 награждён  орденом Славы 1-й степени.
Демобилизовался в 1946. Вернулся на хутор Ушаковский (Ростовская область). Работал трактористом в совхозе. Умер 8 января 2002. Похоронен на кладбище хутора Ушаковский.

## Награды
Иван Максимович Живых был награжден следующими наградами:
- Орден Славы I степени (28 апреля 1944; № 1255);
- Орден Славы II степени (29 августа 1944; № 8988);
- Орден Славы III степени (28 апреля 1945; № 140024);
- Орден Отечественной войны I степени (11 марта 1945);
- Медаль «За отвагу» (24 марта 1944).